# Viktor Tushaj
Viktor Tushaj (Alessio, 1º gennaio 1962) è un politico e insegnante albanese, è stato sindaco della città di Alessio dal 2007 al 2011.

## Biografia
Diplomato presso la Scuola Superiore di Musica "Preng Jakova" di Scutari nel 1979, dal 1983 al 1986 frequenta l'Università di Scutari "Luigj Gurakuqi" laureandosi in lingua e letteratura albanese, nel 1991 con la fine del comunismo si diploma in lingua italiana nell'Università di Tirana, ricevendo poi una laurea in legge presso l'Università di Scutari "Luigj Gurakuqi" nel 2007 e infine ottiene un master del turismo presso l'Università Europea del Turismo a Tirana nel 2012.
Nel 1986 lavora come insegnante a Torivice, nel 1987 diventa istruttore in Commissione Giovani del Distretto fino al 1991 essere il direttore della Casa di Pioneer di Alessio, nel 1994 crea un'impresa edile "Beato Annibale" Ltd fino al 2006 dove viene eletto presidente dell'Assemblea Commercianti di Alessio e nel 2007 viene eletto per la prima volta sindaco di Alessio e nel 2011 viene rieletto.